# شهرستان کلارک (میزوری)
شهرستان کلارک، میزوری (به انگلیسی: Clark County, Missouri) یک سکونتگاه مسکونی در ایالات متحده آمریکا است که در میزوری واقع شده‌است.